# Долинино
Долинино — посёлок в Черняховском муниципальном округе Калининградской области. 

## География
Посёлок расположен в 8 км на восток от Черняховска и в 1 км на запад от посёлка Краснополянское.

## История
До 1945 года это место относилось к посёлку Гросс-Гаудишкемен. После Второй мировой войны в 1947 году часть Гросс-Гаудишкемена была выделена в отдельный посёлок Долинино, который включен в состав Краснополянского сельсовета Черняховского района. С 2008 по 2015 год Долинино входило в состав Свободненского сельского поселения, а с 2022 года — в составе Черняховского муниципального округа.

## Население
| 2002 | 2010 |
| ---- | ---- |
| 21   | ↘20  |